# Меленьяно
Меленьяно (итал. Melegnano) — итальянский город с 18 226 жителями метрополитенского города Милан в Ломбардии. Расположен в 16 км к юго-востоку от Милана.
Покровителем коммуны почитается святой Иоанн Креститель, празднование в Великий Четверток, по случаю дня прощения.

## История
Прежде назывался Мариньяно (итал. Marignano). Был крепостью Миланского герцогства во время Итальянских войн 1494—1559 годов. 13—14 сентября 1515 года близ Мариньяно произошла битва между армией французского короля Франциска I и швейцарскими наёмниками миланского герцога Массимильяно Сфорца, в которой верх одержали французские войска.
В городе происходило сражение 8 июня 1859 года между французской и австрийской армиями во время Австро-итало-французской войны 1859 года.

## Города-побратимы
- Бичке, Венгрия (2007)